# Tender (treno)

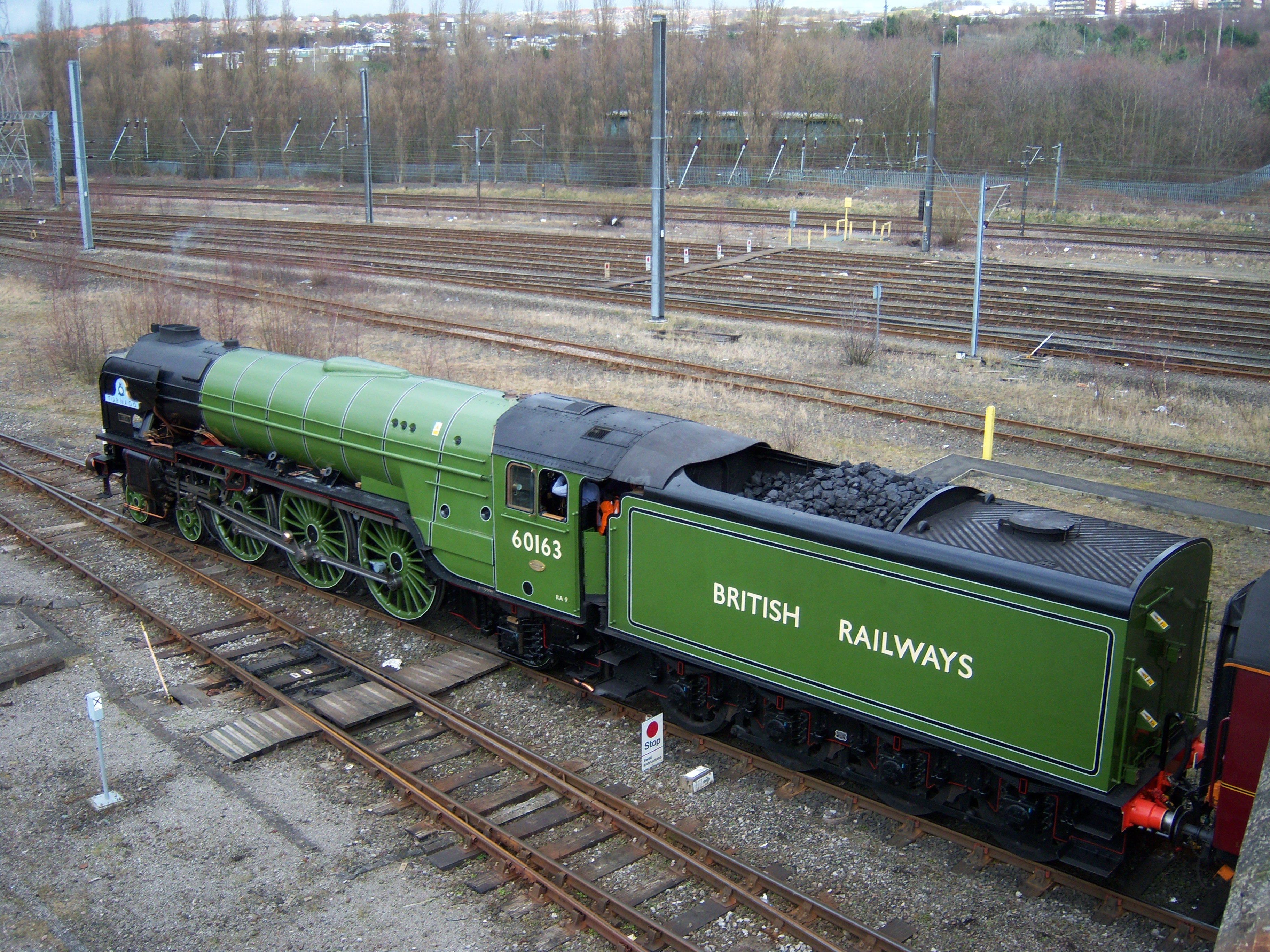
La locomotiva A1 Peppercorn 60163 "Tornado" dell'A1 Steam Locomotive Trust nella stazione di Tyne il 12 marzo 2009. La vista dall'alto del tender permette di vedere le aperture per il caricamento del carbone e dell'acqua.

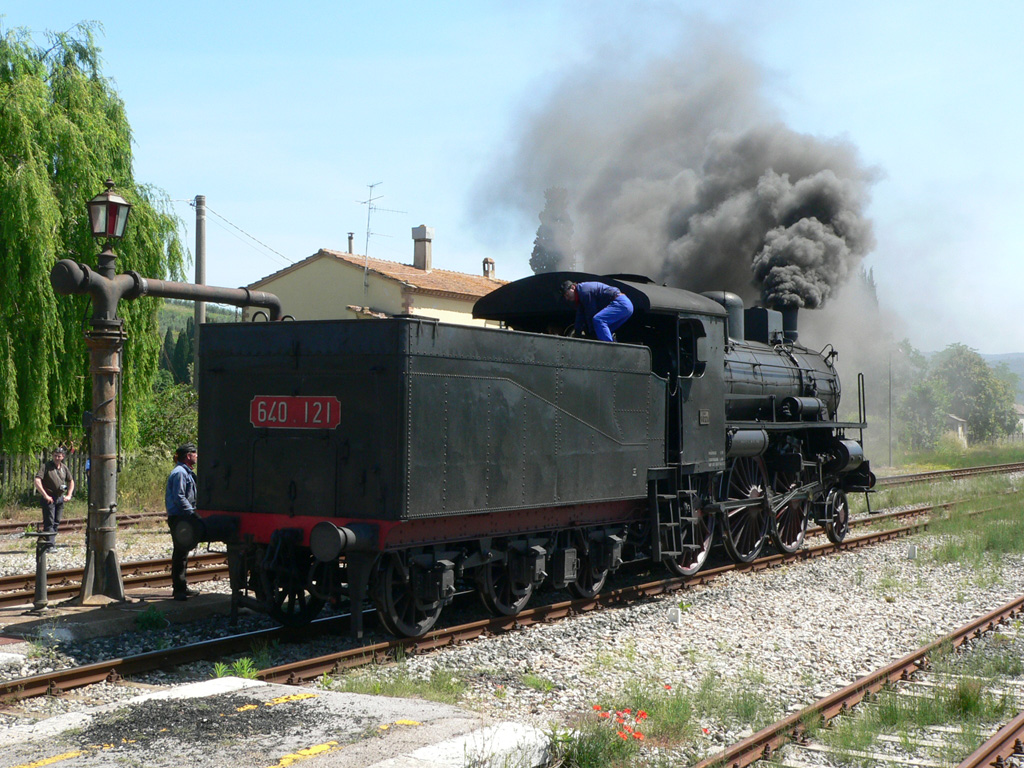
La colonna idraulica rifornisce d'acqua il tender della locomotiva FS 640.121. Stazione di Monte Antico, 13 maggio 2007.

Un tender (nella bibliografia italiana della prima metà del Novecento denominato anche carro scorta) è un veicolo ferroviario destinato a trasportare il combustibile e l'acqua necessari per il funzionamento di una locomotiva a vapore. È considerato inscindibile dalla macchina che alimenta: perciò solo l'insieme della macchina e del tender viene definito locomotiva. Qualora le scorte di combustibile e di acqua non siano collocate su un veicolo separato ma sulla stessa macchina, essa viene definita locomotiva-tender (o locotender). Ad alcuni tipi di locomotive Diesel e a turbina vengono aggiunti, in particolari condizioni d'esercizio, dei carri serbatoi contenenti una scorta di combustibile che si aggiunge a quella presente sulla macchina. Questi carri vengono definiti anche tender serbatoio.

## Descrizione

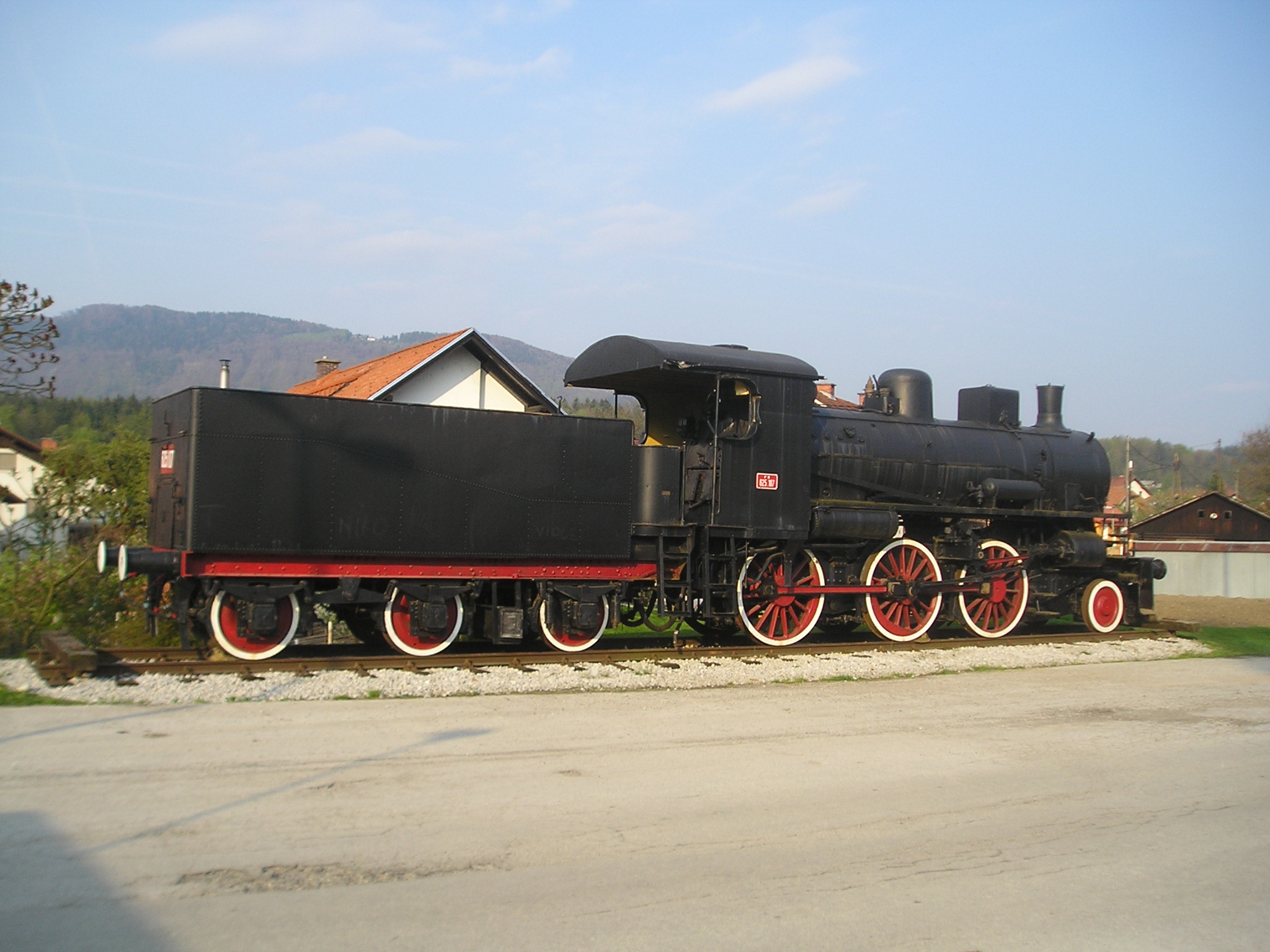
Il tender "standard" FS 3T12 della locomotiva FS 625.107 conservata nella stazione di Šmartno ob Paki, Slovenia, il 25 aprile 2010

Parte componente della locomotiva a vapore fin dalle sue origini, il tender, nella sua configurazione generale non ha subito modifiche sostanziali nel tempo.
La sua funzione principale è quella di trasportare le scorte d'acqua e di combustibile (legna, carbone od olio combustibile nella maggior parte dei casi) necessarie all'alimentazione della macchina. In aggiunta può trasportare gli attrezzi necessari per la condotta della locomotiva, i lubrificanti, parti accessorie (fanali, bandiere e altri segnali), altri materiali di consumo e anche gli utensili e i pezzi di ricambio utili per ovviare a quei guasti o incidenti che, per la loro modesta entità, potevano essere fronteggiati autonomamente dal personale di bordo (macchinista e fuochista) senza dovere interrompere il viaggio. In alcuni tipi costruttivi sono anche presenti apposite casse per il vestiario e altri effetti d'uso del personale di macchina.

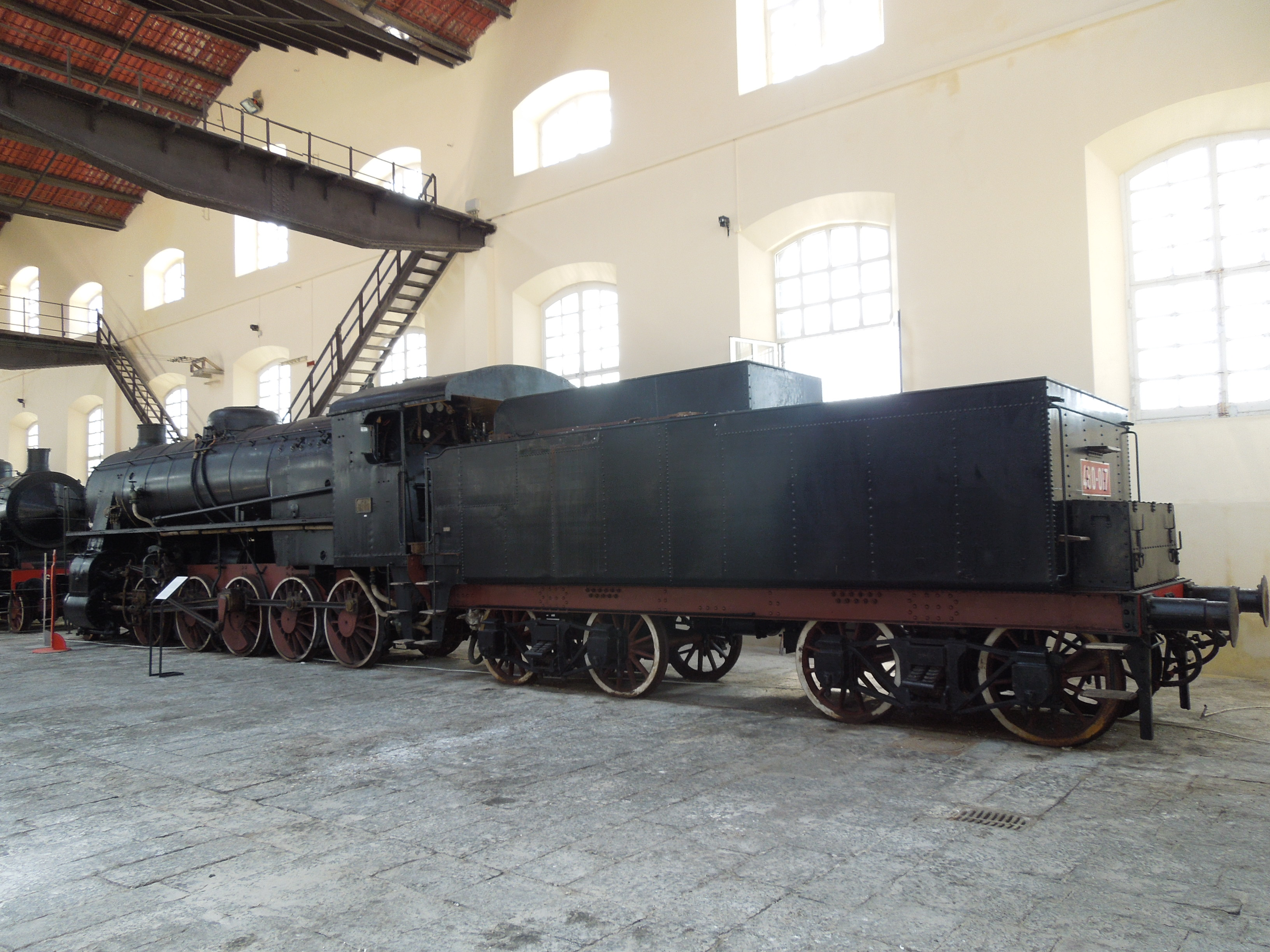
Il tender "standard" FS 2'2'T22 della locomotiva FS 480.017 conservata nel Museo nazionale ferroviario di Pietrarsa, il 2 agosto 2012

Il tender deve rimanere strettamente accostato alla macchina, nonostante le vibrazioni e gli urti generati dalla marcia, per consentire al fuochista, a cui spetta il compito di prelevare il combustibile e di alimentare il fuoco, e anche al macchinista, di agire senza difficoltà e rischi d'infortunio: ciò perché il pavimento della cabina di guida della macchina e quello del tender sono contigui. Lo spazio tra essi è colmato da una lastra di lamiera (la "ribalta"), incernierata sul pavimento della macchina e battente su quello del tender (o viceversa).
In quanto veicolo, il tender viene progettato per contenere e sostenere la notevole massa (col suo carico) dell'acqua e del combustibile. Nella sua forma più diffusa, che si può fare risalire alla locomotiva Planet (1830) e che si ritrova anche nelle locomotive della Napoli-Portici tra cui la Bayard, è costituito da un telaio e da un rodiggio, con due o più sale che possono essere parte di carrelli. Il telaio sorregge, al centro, il serbatoio del combustibile (o "cassa del carbone"), che è circondato dal serbatoio dell'acqua (o "cassa dell'acqua"), che ha una forma a U ed è diviso in più serbatoi da pareti divisorie (le "paratie") in cui sono aperte delle finestre (i "passi d'uomo") che mantengono uniforme il livello dell'acqua.
L'acqua e il combustibile vengono introdotti, per gravità, dall'alto tramite apposite aperture: la parte superiore della cassa del carbone, che non è coperta, e le "bocche di presa" dell'acqua, che sono chiuse da coperchi incernierati al bordo. Il rifornimento d'acqua può avvenire durante il servizio accostando la locomotiva a un rifornitore idraulico. Quello del combustibile, per la difficoltà di manipolazione e di carico, viene eseguito solo durante le soste nei depositi. Dal tender l'acqua viene introdotta nei circuiti della macchina grazie a collegamenti flessibili (tubi) o semirigidi. Il carbone, invece, viene prelevato a colpi di pala dal fuochista e quindi introdotto nel forno attraverso la boccaporta. I tender di locomotive predisposte per l'alimentazione con nafta o mista sono dotati, in sostituzione o insieme alle casse del carbone, di idonei serbatoi. Il combustibile liquido viene prelevato senza l'intervento del fuochista e introdotto nel forno per mezzo di polverizzatori che frantumano i getti in gocce minutissime, in grado di vincere le resistenze all'accensione tipiche della nafta.

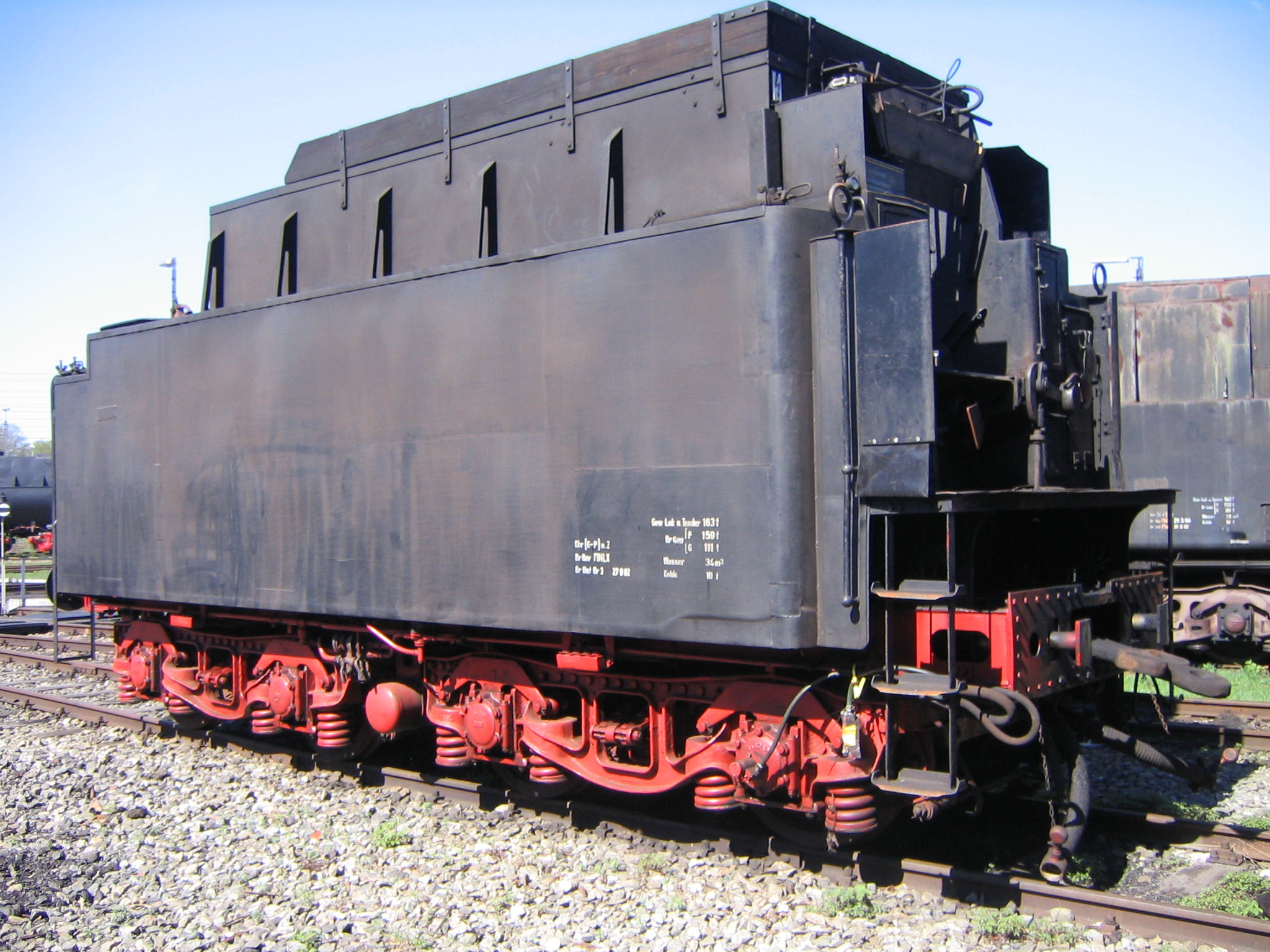
Un tender "standard" DB 2'2'T34 conservato nel Bayerischen Eisenbahnmuseum di Nördlingen, il 12 aprile 2009. A destra sono visibili la barra di accoppiamento, i respingenti, i tubi per l'introduzione dell'acqua nel circuito idraulico della macchina, le condotte del freno pneumatico del veicolo e del treno e il pavimento per il personale di macchina.

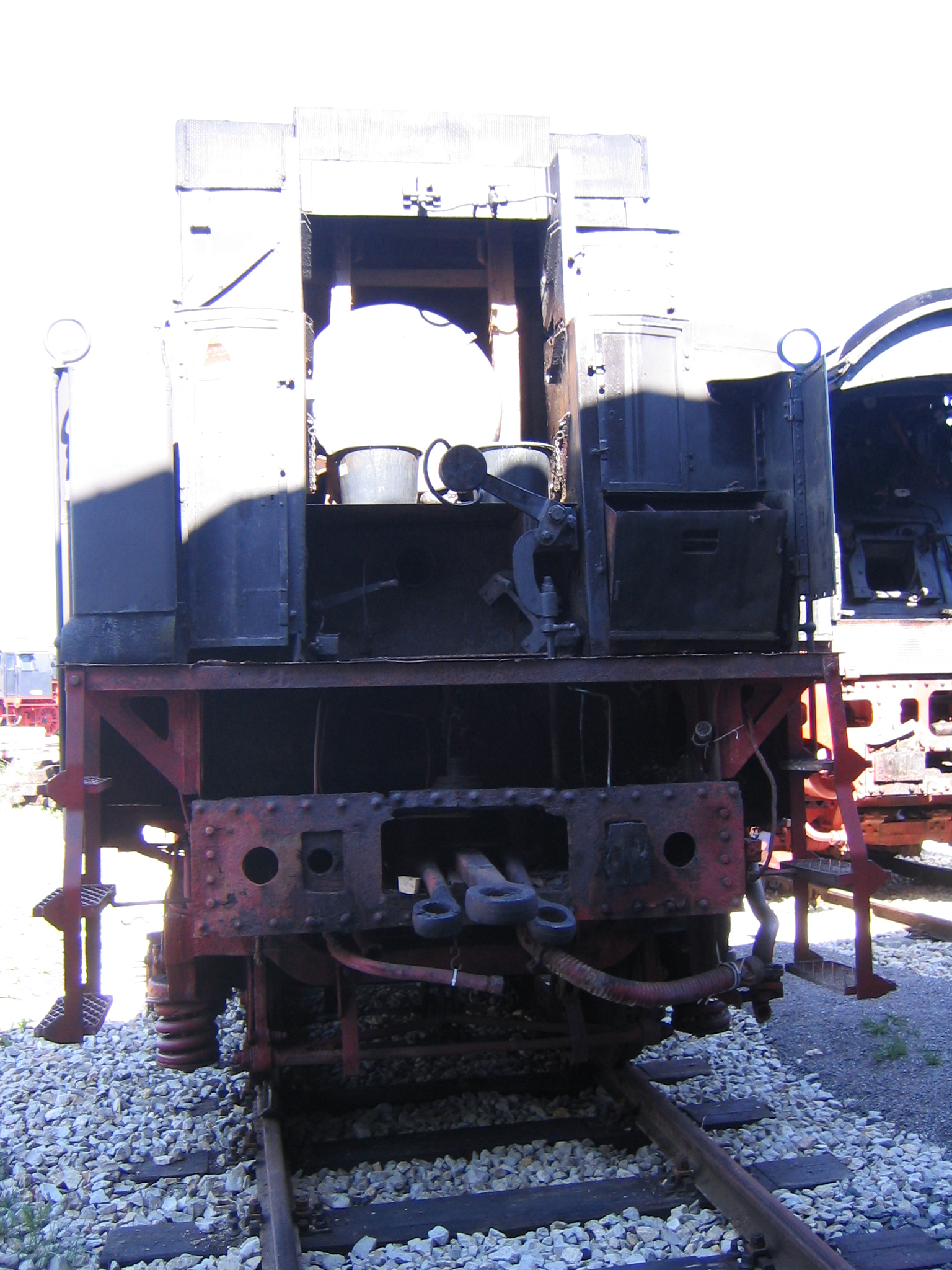
Vista frontale dello stesso tender della fotografia precedente durante lo smontaggio e la pulitura precedenti il restauro. A sinistra e a destra della barra di accoppiamento principale sono visibili quelle di sicurezza destinate a prevenire lo sganciamento del tender dalla macchina nel caso di rottura della barra principale.

 Come ogni veicolo il tender è dotato di organi di aggancio e di repulsione. Dal lato del treno la traversa posteriore del telaio è dotata di un gancio, dei respingenti e degli accoppiatori del freno dei tipi normali. La traversa anteriore, che si affaccia a quella posteriore del telaio della macchina, è dotata di una barra d'accoppiamento, rigida, avente a ogni estremità un occhio nel quale viene inserita una caviglia d'attacco, e dei respingenti semplificati.

## Dimensionamento

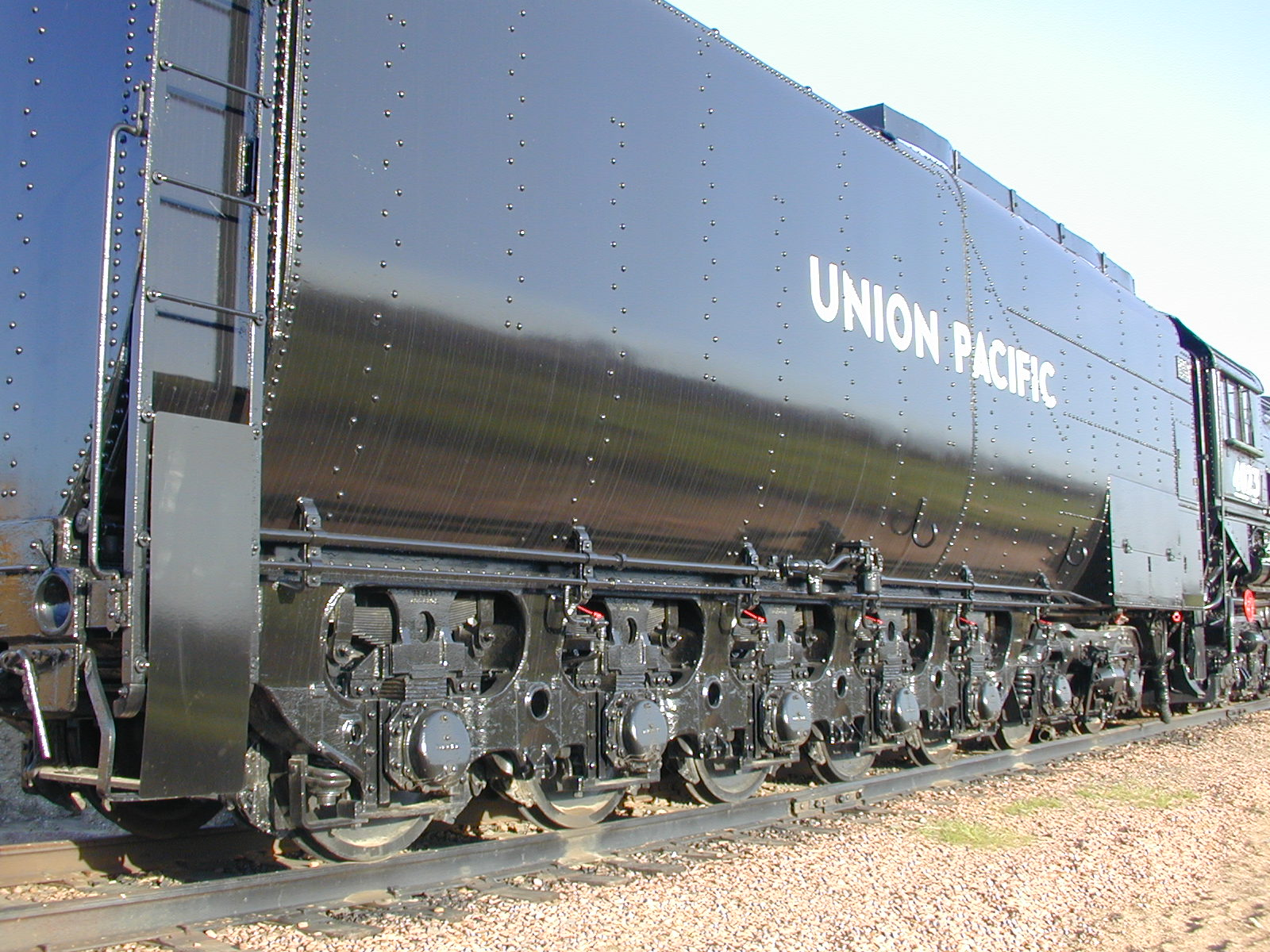
Il tender tipo "Centipede" della locomotiva Union Pacific 4023 "Big Boy". Omaha, 13 maggio 2001. Viene accreditato come il più grande mai costruito in tutto il mondo.

L'autonomia della locomotiva dipende dalla quantità di combustibile e d'acqua presenti a bordo. In media la combustione di 1 kg di carbone può trasformare in vapore da 7 a 9 kg d'acqua. Di conseguenza il rapporto medio tra carbone e acqua da collocare sul tender è di circa 1:8. La quantità di carbone presente sul tender era sempre maggiore di quella necessaria alla vaporizzazione di tutta la scorta dell'acqua che esso trasportava, e pertanto il rifornimento dell'acqua doveva essere più frequente di quello del carbone.
Ciò veniva effettuato grazie alle colonne di rifornimento, che erano presenti in grande numero sia nei piazzali degli impianti viaggiatori e merci, sia in tutte le stazioni e fermate, e anche in piena linea (sulla rete delle Ferrovie dello Stato i rifornitori erano a una distanza media di 25 km l'uno dall'altro). Esse erano indicate negli orari di servizio, con la relativa indicazione del tempo assegnato per eseguire il rifornimento (nel caso dei tender in dotazione alle locomotive italiane erano necessari circa 10 minuti).
Tuttavia, le caratteristiche dei servizi espletati e la relativa incidenza sul regime di funzionamento della macchina facevano sì che macchine dello stesso tipo costruttivo avessero maggiori o minori bisogni d'acqua e di combustibili, anche sulle stesse linee. Ciò poteva dipendere anche dalle varie condizioni di manutenzione del mezzo e dall'esperienza dei macchinisti e dei fuochisti.

## Tipi costruttivi
Dato il carattere generale e di sintesi di questa voce per una descrizione esaustiva dei tipi costruttivi si rinvia alle voci specifiche sui vari gruppi di locomotive.

### Tipi normali

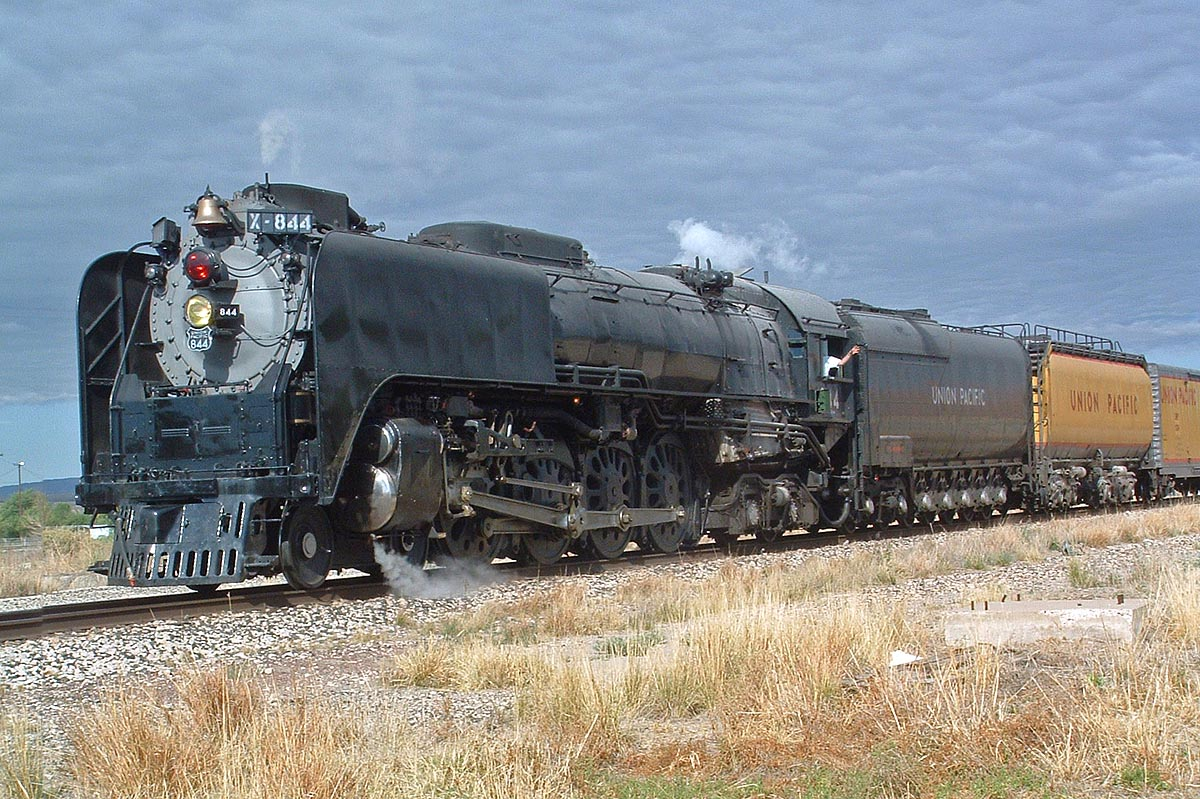
La locomotiva Union Pacific 844 in testa a un treno storico presso Marathon (Texas) il 10 maggio 2006. Dopo il tender originale della locomotiva è visibile, verniciato in giallo e nero, un tender serbatoio ausiliario, in questo caso per il trasporto della nafta per l'alimentazione della locomotiva.

Come per ogni altro veicolo tutte le aziende ferroviarie, tenendo presenti le proprie esigenze e lo stato della tecnologia disponibile, cercarono di ridurre al minimo i tipi costruttivi dei tender. Inoltre, le differenti esigenze del traffico e, perciò, dei tipi costruttivi delle locomotive fecero sì che le realizzazioni europee fossero mediamente meno capienti e grandi di quelle statunitensi: nel suo trattato Carlo Abate documenta che i tender europei dell'epoca avevano delle casse d'acqua contenenti fra gli 8 e i 30 m³, mentre quelle dei tipi nordamericani arrivavano a contenerne 50 m³.
Ḕ opportuno segnalare la distinzione, presente nella bibliografia storiografica, fra i tender "normali" e quelli "standard". I primi costituirono la dotazione, prevista dal progetto o - se introdotta successivamente - comunque caratteristica dei singoli gruppi di locomotive. I secondi erano invece tipi costruttivi, utilizzati per più gruppi con caratteristiche molto differenti tra loro, che furono progettati come tipi di uso normale nell'ambito delle istanze di unificazione e semplificazione dei parchi aziendali.
In Italia le Ferrovie dello Stato definirono due tipi "standard": quello derivato dal tipo usato dalla Rete Adriatica, con tre sale e una capacità di 12 m³ d'acqua (in origine 15  m³) e 6 t di carbone (rodiggio UIC: 3T12 o 3T15); e quello, progettato dopo l'esperienza compiuta con le locomotive dei gruppi 666 e 720, con quattro sale su due carrelli e una capacità di 22 m³ d'acqua e 6 t di carbone (rodiggio UIC: 2'2'T22), con la variante adottata per le locomotive dei gruppi S.685 e 691, che trasportava 29 m³ d'acqua (rodiggio UIC: 2'2'T29).
In Germania furono definiti cinque tipi "standard" di tender, denominati come 2'2'T26 per i gruppi 23.0 e 38.10-40, 2'2'T30 per i gruppi 03.9, 43 e 44 con la variante (anch'essa 2'2'T30) per i gruppi 42 e 50, 2'2'T32 per i gruppi 01.0, 03.0, 43 e 44, 2'2'T34 per i gruppi 01.10 e 03.10 con la variante 2'2'T34St per le locomotive del gruppo 03.10 con carenatura aerodinamica e 2'3T38 per il gruppo 45 con la variante 2'3T38St per le locomotive del gruppo 01.10 con carenatura aerodinamica.
Notevoli per le dimensioni i tender di alcuni gruppi di locomotive statunitensi: tra essi spiccano quelli per l'alimentazione a olio combustibile delle "Cab Forward" AC-12 (rodiggio UIC: 3'3'T83) della Southern Pacific e il tipo "Centipede" (rodiggio UIC: 2'5T95), con caricatore meccanico del carbone, delle "Big Boy" della Union Pacific Railroad.

### Tipi speciali
Tra i tipi speciali si citano i tender serbatoio, destinati al trasporto della sola acqua di alimentazione della caldaia (caratteristici, in Italia, delle locomotive dei gruppi 470, 670 e 671 delle Ferrovie dello Stato). Notevole il tender della locomotiva sperimentale M-1 della Chesapeake & Ohio, che poggiava su 6 sale raggruppate in due carrelli, con rodiggio UIC 3'3'T95. Esso conteneva solo la cassa dell'acqua e aveva una capacità di 94,5 m³.

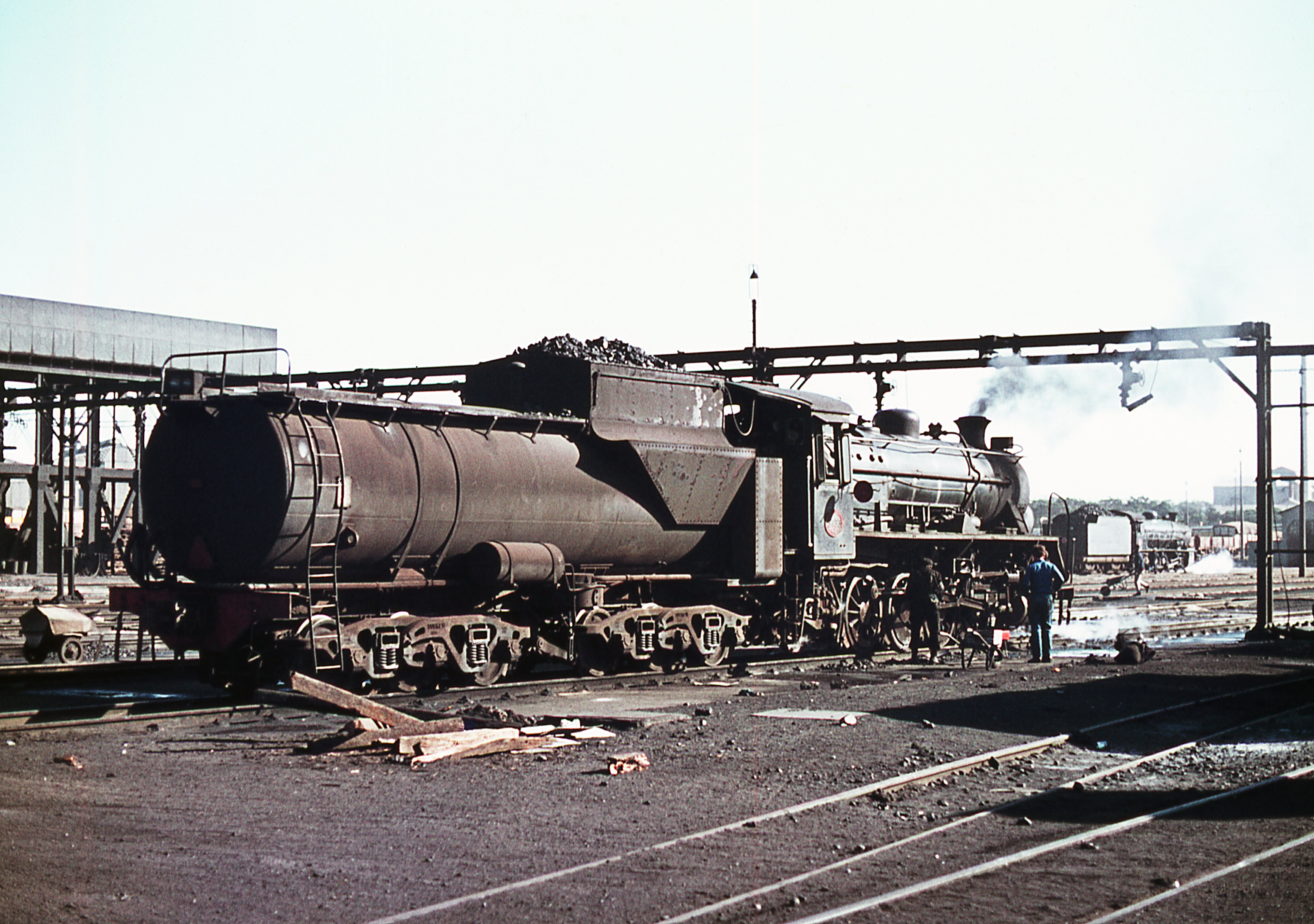
La locomotiva South African Railways 3733 in deposito a Sydham nell'agosto 1973. La macchina è agganciata a un tender di tipo Vanderbilt.

Tra i tender speciali ebbe ampia diffusione, specialmente negli Stati Uniti d'America, il tipo Vanderbildt, introdotto nel 1901. In esso la cassa dell'acqua è costituita da un serbatoio cilindrico orizzontale, sormontato dalla cassa del carbone.
Le locomotive con alimentazione a olio combustibile, alcuni prototipi delle quali datano al principio del Novecento, ebbero una certa diffusione dapprima in Paesi come la Romania, la Russia, gli Stati Uniti d'America (anzitutto la California, la Pennsylvania e il Texas) e il Messico e poi in diversi altri, tra cui l'Italia, specialmente a seguito dello sviluppo dei "polverizzatori della nafta", dispositivi analoghi agli iniettori utilizzati nei motori Diesel. I relativi tender non differiscono significativamente da quelli delle macchine alimentate a carbone, tranne che per la presenza di un apposito serbatoio e delle relative valvole e tubazioni.

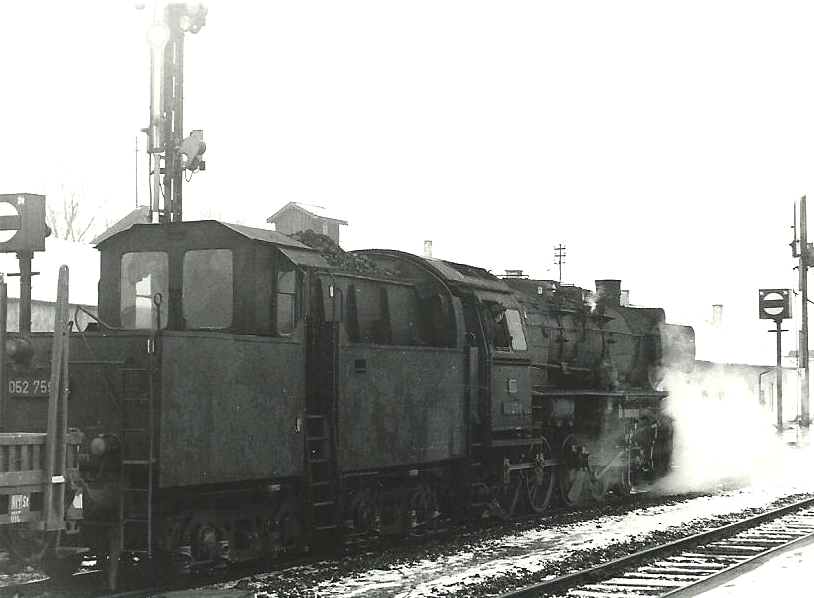
La locomotiva DB 052 759 nel febbraio 1973 a Craisheim in testa a un treno merci, con un tender DB 2'2'T26Kab con cabina per il personale di scorta del treno, introdotto a partire dal 1956.

Poiché i regolamenti di esercizio di molte reti e aziende prescrivono la presenza a bordo di altro personale (come il capotreno) oltre al personale di macchina, in alcuni casi, come quelli dei gruppi 470 delle Ferrovie dello Stato e 52 della DB, furono progettati e costruiti dei tender dotati di un compartimento per tale personale, onde evitare di dovere aggiungere al treno un veicolo apposito (di solito un bagagliaio) che avrebbe aumentato la tara del treno a discapito della prestazione della locomotiva (se viaggiante vuoto, o col solo personale).

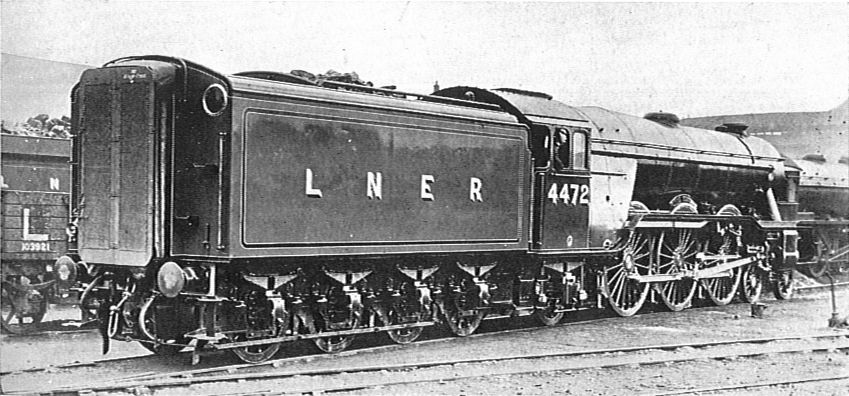
La locomotiva LNER 4472 Flying Scotsman nel 1928 agganciata al suo tender con corridoio. È visibile, chiuso, il mantice che proteggeva il passaggio tra la locomotiva e la prima carrozza del treno.

Per l'effettuazione del treno viaggiatori rapido e senza fermate intermedie tra Londra ed Edimburgo denominato Flying Scotsman, nel 1928 la London & North Eastern Railway introdusse delle locomotive dotate di un tender che, lungo il proprio asse longitudinale, aveva un corridoio attraverso il quale il macchinista e il fuochista potevano essere sostituiti, in corsa, da altri colleghi che avessero compiuta la prima parte del viaggio a riposo a bordo di una delle carrozze del treno. Il progetto, studiato dal suo "chief mechanical engineer" sir Nigel Gresley, caratterizzò anche le locomotive di altri gruppi, compreso l'A4 Gresley che comprendeva la numero 4468 Mallard (poi BR 60022) detentrice del primato mondiale ufficiale di velocità per la trazione a vapore. Il tender con corridoio fu impiegato anche per le quattro locomotive del gruppo A della statunitense Milwaukee Road, titolari del treno rapido "Hiawatha".
Per la stessa ragione, volendosi eliminare la sosta per il rifornimento d'acqua l'ingegnere britannico John Ramsbottom nel 1860 introdusse un tender dotato d'una bocca di presa che, durante la marcia, poteva essere abbassata e pescare in una canaletta inserita fra le rotaie e continuamente rifornita. Per la velocità del treno l'acqua veniva pescata e fluiva nelle casse d'acqua del tender fino al loro riempimento. Il sistema ebbe una discreta diffusione sulle reti del Regno Unito e degli Stati Uniti d'America.
A causa dell'aumento dell'area della griglia del focolare, che rese impossibile la sua alimentazione da parte di un fuochista, nemmeno se affiancato da un aiutante, a partire dal 1905 furono introdotti dei caricatori meccanici del carbone, costituiti da una coclea che lo prelevava direttamente nel tender e lo scaricava sulla griglia. Apprezzati dal personale, vennero previsti su alcuni gruppi costruiti a nuovo e sperimentati come modifica anche su unità già in servizio.

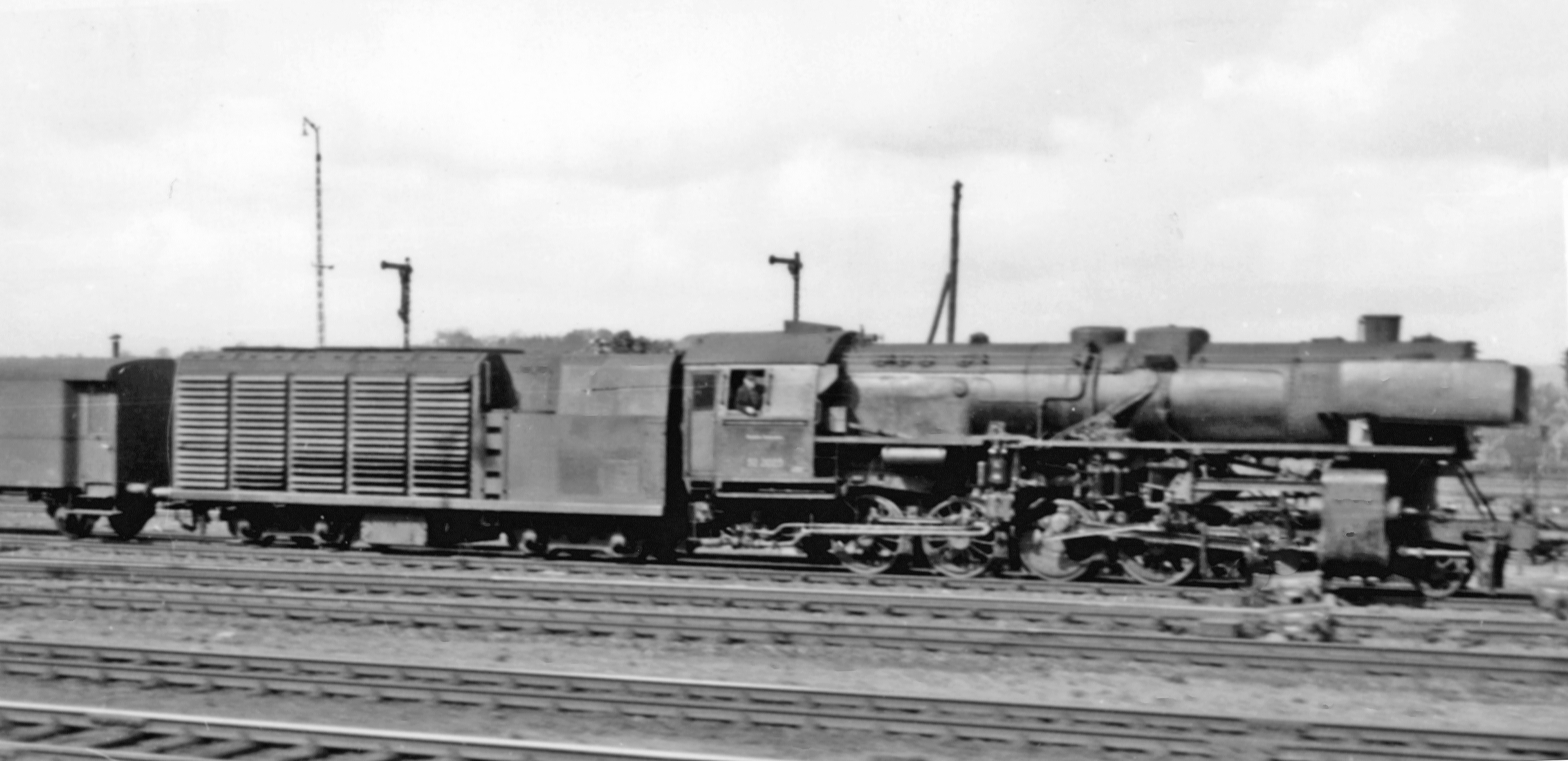
Una locomotiva DB 52 il 28 marzo 1953 nella stazione di Altenbecken, agganciata a un tender con condensatore.

In alcuni tipi speciali alle funzioni canoniche del tender ne sono state aggiunte altre. Tra essi si citano i tender con condensatori del vapore di scarico per il suo riutilizzo, caratteristici delle locomotive destinate a operare in zone con scarse risorse idriche, come quelli delle gruppo 25 delle South African Railways.

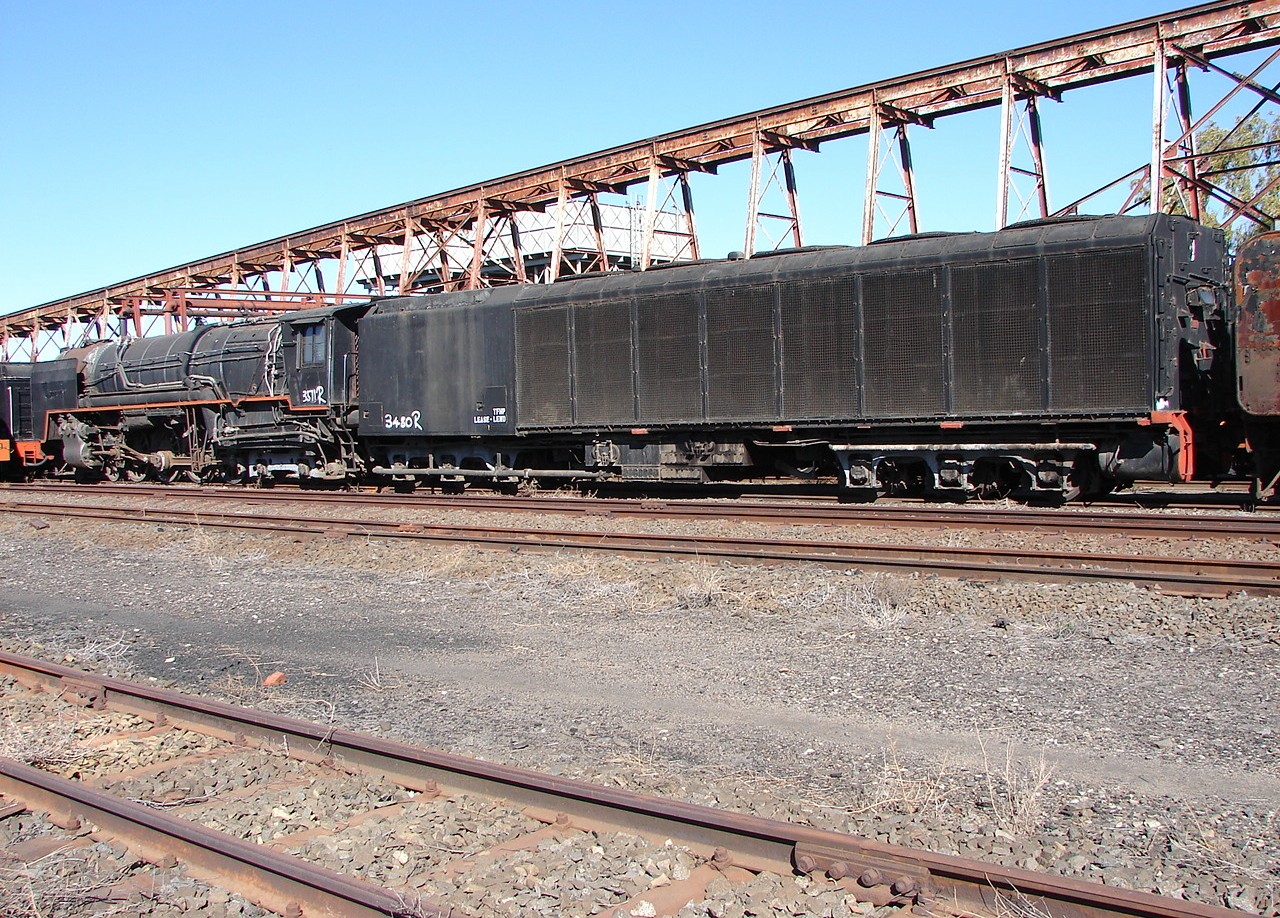
La locomotiva South African Railways 3511 il 18 settembre 2009 nel deposito di Beaconsfield (Kimberley, Capo Occidentale), agganciata a un tender con condensatore.

Tra gli allestimenti speciali va citato quello della locomotiva FS 672.001, prototipo del sistema Franco-Crosti. In essa il fascio tubiero e altri elementi del preriscaldatore vennero collocati sul tender, circondati dalle casse dell'acqua.
Per aumentare la forza di trazione specialmente in situazioni critiche come gli spunti, principalmente negli Stati Uniti d'America si dotarono alcune sale del tender di un motore a vapore ausiliario (il booster), azionabile a scelta del macchinista. Poiché doveva essere alimentato dalla stessa caldaia della macchina, essa dovette essere sovradimensionata. Tale soluzione, più di altre, fu oggetto di valutazioni contrastanti.
Meritevoli di segnalazione i casi delle locomotive statunitensi denominate anche "Triplex", caratterizzate dall'azionamento Mallet, e in cui a due gruppi motori coi relativi carri collocati sotto la caldaia se ne aggiungeva un terzo che costituiva il rodiggio del tender. Tender con rodiggi motori sono presenti anche nelle locomotive dei tipi Climax, Garratt, Heisler e Shay.
Tra i casi speciali va citata la locomotiva a vapore DR T 38 3255, trasformata nel 1926, dotata di un motore a turbina i cui elementi furono installati sul tender.
Già da prima della progressiva scomparsa della trazione a vapore molte aziende, tra cui le Ferrovie dello Stato, hanno riutilizzato diversi tender quali carri serbatoi, specialmente per il trasporto dell'acqua o dell'olio combustibile. Tali carri, in qualche caso, sono sopravvissuti per molti decenni alle locomotive di cui erano parte.

### Riferimenti
1. 1 2  Accomazzi, Nozioni, p. 274
2. 1 2 3  Abate, La locomotiva, p. 770.
3. 1 2 3  Carpignano, La locomotiva, p. 205.
4. ↑  Abate, La locomotiva, p. 718.
5. ↑  Brian Salomon, GE and EMD locomotives. The illustrated history, Minneapolis, Quarto, 2014, ISBN 978-0-7603-4612-9, pp. 64-65.
6. ↑  Greggio, Le locomotive, pp. 10-15
7. ↑  Ferrovie dello Stato. Servizio Materiale e Trazione, Norme, pp. 70-90.
8. 1 2 3 4 5 6 7  Gamba, Tender, p. 563.
9. 1 2  Goria, Le locomotive, p. 312.
10. ↑  Ferrovie dello Stato. Servizio Materiale e Trazione, La locomotiva, pp. 162-163.
11. ↑  Ferrovie dello Stato. Servizio Materiale e Trazione, La locomotiva, pp. 163-165.
12. 1 2  Carpignano, La locomotiva, p. 208
13. ↑  Greggio, Le locomotive, pp. 30, 228-229
14. ↑  Pocaterra, Treni, p. 38
15. ↑  Abate, La locomotiva, pp. 771-773.
16. ↑  Carpignano, La locomotiva, pp. 205-206
17. ↑  Abate, La locomotiva, p. 773.
18. ↑  Carpignano, La locomotiva, pp. 205-207
19. ↑  Carpignano, La locomotiva, pp. 206-207
20. ↑  Abate, La locomotiva, pp. 773-774.
21. 1 2 3  Robert, Le ferrovie, p. 399
22. ↑  Abate, La locomotiva, pp. 474-478, 771.
23. ↑  Carpignano, La locomotiva, pp. 207-208
24. 1 2  Abate, La locomotiva, p. 771.
25. 1 2  Carpignano, La locomotiva, p. 209.
26. ↑  Carpignano, La locomotiva, pp. 208-209.
27. ↑  Carpignano, La locomotiva, pp. 208-210.
28. ↑  Carpignano, La locomotiva, pp. 247-248.
29. ↑  Abate, La locomotiva, pp. 770-771.
30. 1 2  Abate, La locomotiva, pp. 671, 697-698.
31. ↑  Cornolò, Locomotive, pp. 320, 340.
32. ↑  Greggio, Le locomotive, pp. 184, 204, 207, 208
33. ↑  Pocaterra, Treni, pp. 79, 111-113, 138, 151
34. ↑  (EN) Kurt H. Miska, German Steam Locomotive Tenders, An almost bewildering topic, su www-personal.umich.edu. URL consultato il 16 ottobre 2015 (archiviato dall'url originale il 4 marzo 2016).
35. ↑  Greggio, Le locomotive, pp. 167, 210-211.
36. ↑  Abate, La locomotiva, pp. 678, 778.
37. ↑  Greggio, Le locomotive, pp. 143, 155.
38. ↑  Kalla-Bishop, Italian, pp. 52-55.
39. ↑  Cornolò, Locomotive, pp. 198-201, 282-289.
40. ↑  Uberto Bajocchi, Locomotiva n. 500 della Chesapeake and Ohio Ry, in Locomotive moderne. Raccolta di elementi su locomotive costruite dopo il 1930 e degne di particolare rilievo. XII. Locomotive con turbine a vapore e trasmissione elettrica oggi in servizio, in Ingegneria Ferroviaria, 4 (1949), n. 11, supplemento n. 20, pp. [1]-[2]
41. ↑  Abate, La locomotiva, pp. 778-779.
42. ↑  Greggio, Le locomotive, pp. 172, 202.
43. ↑  Abate, La locomotiva, pp. 180-187.
44. ↑  Greggio, Le locomotive, pp. 155.
45. ↑  Carpignano, La locomotiva, pp. 19-24.
46. ↑  M. G. Boddy, E. V. Fry, W. Hennigan, P. Proud, W. B. Yeadon, edited by E. V. Fry, Locomotives of the L.N.E.R., Part 1: Preliminary survey, Potters Bar, Railway Correspondence and Travel Society, 1963, p. 64.
47. ↑  M. G. Boddy, E. Neve, W. B. Yeadon, edited by E. V. Fry, Locomotives of the L. N. E. R., Part 2A: Tender engines - Classes A1 to A10, Kenilworth, Railway Correspondence and Travel Society, 1973, ISBN 0-901115-25-8, pp. 68-69, 75-76, 112.
48. ↑  Greggio, Le locomotive, p. 200.
49. ↑  Uberto Bajocchi, Locomotive moderne. Raccolta di elementi su locomotive costruite dopo il 1930 e degne di particolare rilievo. III - Le locomotive "Hiawatha" della classe A-2, in Ingegneria Ferroviaria, 4 (1949), n. 4, supplemento n. 3, pp. [1]-[2].
50. ↑  Abate, La locomotiva, pp. 779-781.
51. ↑  Abate, La locomotiva, pp. 174-180.
52. ↑  Greggio, Le locomotive, p. 203.
53. ↑  Greggio, Le locomotive, p. 220.
54. ↑  Ferrovie dello Stato. Scuole Aiuto macchinisti, Nozioni, pp. 97-99.
55. ↑  Ferrovie dello Stato. Scuole Aiuto macchinisti, Nozioni, pp. 264-267.
56. ↑  Ferrovie dello Stato. Servizio Materiale e Trazione, La locomotiva, p. 166.
57. ↑  Abate, La locomotiva, pp. 738-743.
58. ↑  Greggio, Le locomotive, pp. 172-173.
59. ↑  Abate, La locomotiva, pp. 744-750.
60. ↑  Greggio, Le locomotive, p. 149, 156, 189, 194, 223.
61. ↑   Douglas Self, German Steam Turbine Locomotives, su aqpl43.dsl.pipex.com. URL consultato il 21 giugno 2018 (archiviato dall'url originale il 19 aprile 2012).
62. ↑  Cherubini, I carri, pp. 16-23.